# Lantheuil
Lantheuil és un municipi francès situat al departament de Calvados i a la regió de Normandia. L'any 2007 tenia 656 habitants.

## Demografia

### Població
El 2007 la població de fet de Lantheuil era de 656 persones. Hi havia 234 famílies de les quals 32 eren unipersonals (12 homes vivint sols i 20 dones vivint soles), 71 parelles sense fills, 123 parelles amb fills i 8 famílies monoparentals amb fills.
La població ha evolucionat segons el següent gràfic:
Habitants censats

### Habitatges
El 2007 hi havia 249 habitatges, 232 eren l'habitatge principal de la família, 8 eren segones residències i 9 estaven desocupats. 244 eren cases i 3 eren apartaments. Dels 232 habitatges principals, 215 estaven ocupats pels seus propietaris, 12 estaven llogats i ocupats pels llogaters i 5 estaven cedits a títol gratuït; 1 tenia una cambra, 3 en tenien dues, 12 en tenien tres, 42 en tenien quatre i 174 en tenien cinc o més. 188 habitatges disposaven pel capbaix d'una plaça de pàrquing. A 73 habitatges hi havia un automòbil i a 149 n'hi havia dos o més.

### Piràmide de població
La piràmide de població per edats i sexe el 2009 era:
| Homes | Edats   | Dones |
| ----- | ------- | ----- |
| 0     | 95 o +  | 0     |
| 0     | 90 a 94 | 0     |
| 4     | 85 a 89 | 4     |
| 0     | 80 a 84 | 4     |
| 0     | 75 a 79 | 12    |
| 4     | 70 a 74 | 8     |
| 8     | 65 a 69 | 8     |
| 4     | 60 a 64 | 12    |
| 28    | 55 a 59 | 8     |
| 12    | 50 a 54 | 24    |
| 36    | 45 a 49 | 24    |
| 36    | 40 a 44 | 52    |
| 12    | 35 a 39 | 20    |
| 12    | 30 a 34 | 16    |
| 4     | 25 a 29 | 8     |
| 32    | 20 a 24 | 12    |
| 36    | 15 a 19 | 12    |
| 32    | 10 a 14 | 28    |
| 8     | 5 a 9   | 20    |
| 16    | 0 a 4   | 12    |

## Economia
El 2007 la població en edat de treballar era de 455 persones, 342 eren actives i 113 eren inactives. De les 342 persones actives 319 estaven ocupades (164 homes i 155 dones) i 23 estaven aturades (10 homes i 13 dones). De les 113 persones inactives 49 estaven jubilades, 37 estaven estudiant i 27 estaven classificades com a «altres inactius».

### Ingressos
El 2009 a Lantheuil hi havia 230 unitats fiscals que integraven 636 persones, la mediana anual d'ingressos fiscals per persona era de 21.619 €.

### Activitats econòmiques
Dels 23 establiments que hi havia el 2007, 1 era d'una empresa de fabricació de material elèctric, 1 d'una empresa de fabricació d'altres productes industrials, 10 d'empreses de construcció, 3 d'empreses de comerç i reparació d'automòbils, 1 d'una empresa de transport, 1 d'una empresa financera, 2 d'empreses de serveis, 1 d'una entitat de l'administració pública i 3 d'empreses classificades com a «altres activitats de serveis».
Dels 10 establiments de servei als particulars que hi havia el 2009, 4 eren paletes, 1 guixaire pintor, 1 fusteria, 2 lampisteries, 1 electricista i 1 tintoreria.
L'únic establiment comercial que hi havia el 2009 era una botiga d'equipament de la llar.
L'any 2000 a Lantheuil hi havia 8 explotacions agrícoles que ocupaven un total de 300 hectàrees.

## Equipaments sanitaris i escolars
El 2009 hi havia una escola elemental.

## Poblacions més properes
El següent diagrama mostra les poblacions més properes.